# Hadena goniophora
Hadena goniophora är en fjärilsart som beskrevs av William Schaus 1903. Hadena goniophora ingår i släktet Hadena och familjen nattflyn. Inga underarter finns listade i Catalogue of Life.